# Llagostes (crustacis)
Les llagostes són crustacis decàpodes de l'infraordre dels aquelats, molt apreciats en gastronomia. La majoria pertanyen a la família Palinuridae, però la llagosta lluïsa és de la família Scyllaridae, com la cigala gran.
La seva gran mida i el seu interès culinari fa que alguns el confonguin amb el llamàntol, tot i que tenen característiques força diferents. Mentre que els llamàntols tenen unes grans pinces i unes antenes petites, les llagostes no tenen pinces i sí que tenen unes antenes llargues i espinoses.
Les llagostes viuen, en general, en fons rocosos on fàcilment poden trobar refugis. Es desplacen caminant amb l'ajuda de les seves potes però també poden nedar propulsant-se mitjançant violentes contraccions de l'abdomen, mecanisme que fan servir sobretot en situacions de fugida.
Les larves de les llagostes palinúrides s'anomenen fil·losomes, són translúcides, de forma aixafada i tenen una vida planctònica. Es deixen portar pels corrents marins fins que, ja més madures, van a parar al fons, on realitzen la metamorfosi i es transformen en una llagosta adulta. Per poder créixer han de fer un seguit de mudes de manera regular, durant les quals perden i renoven la seva closca. Això ho fan diverses vegades l'any quan són juvenils i, ja d'adults, habitualment una vegada l'any.
Les llagostes es troben a gairebé tots els mars càlids, incloent-hi el Mar del Carib i el Mar Mediterrani, però són especialment comunes a Australàsia. Hi ha unes 45 espècies conegudes i una espècie nova, Palinurus barbarae, va ser descrita l'any 2006.
També entre les llagostes es troben els escassos exemplars de fòssils vivents de decàpodes, com l'espècie Neoglyphaea inopinata que es creia extinta des del Mesozoic i de la qual es van trobar exemplars a les costes de les Filipines.

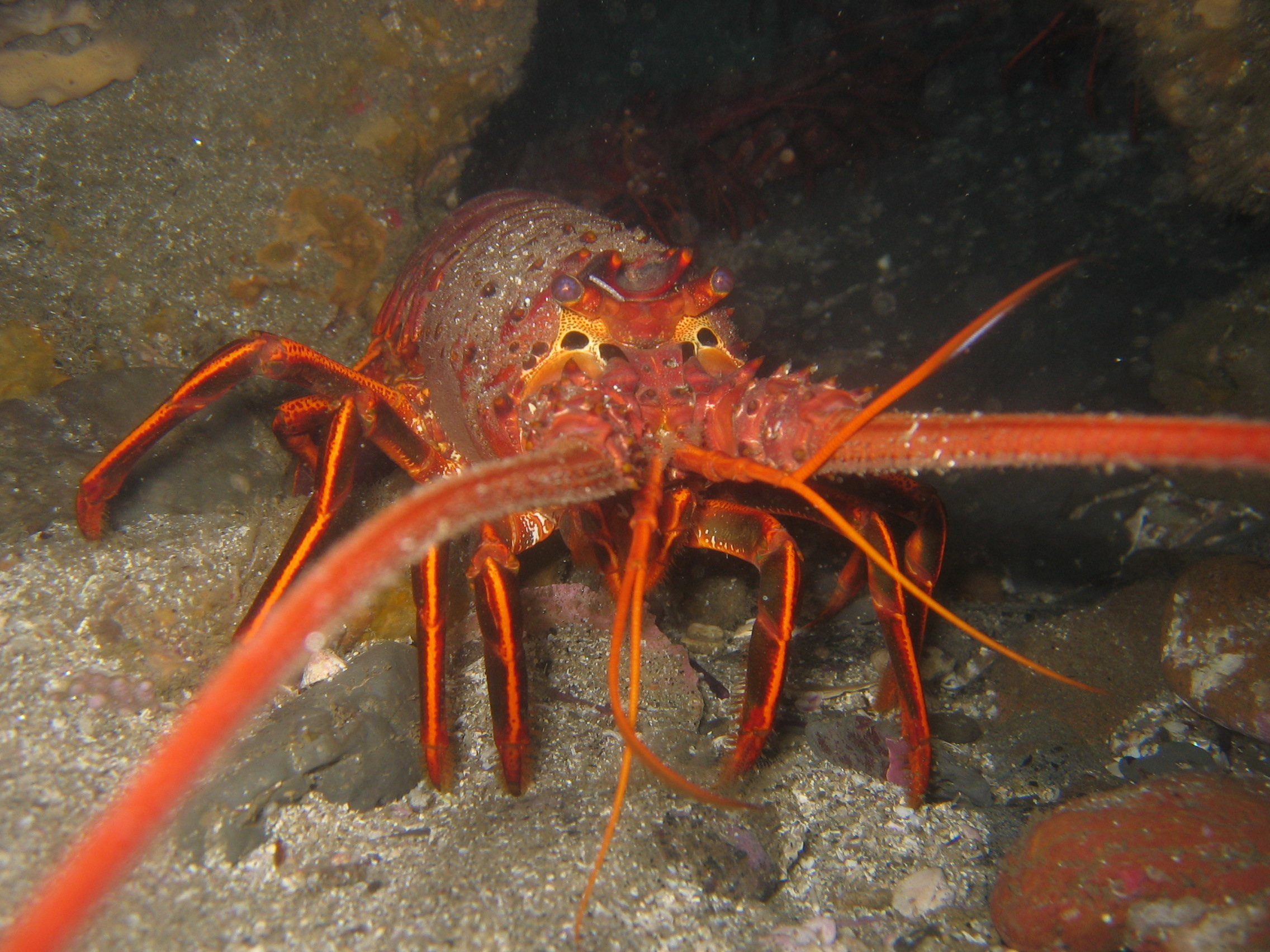
Panulirus interruptus
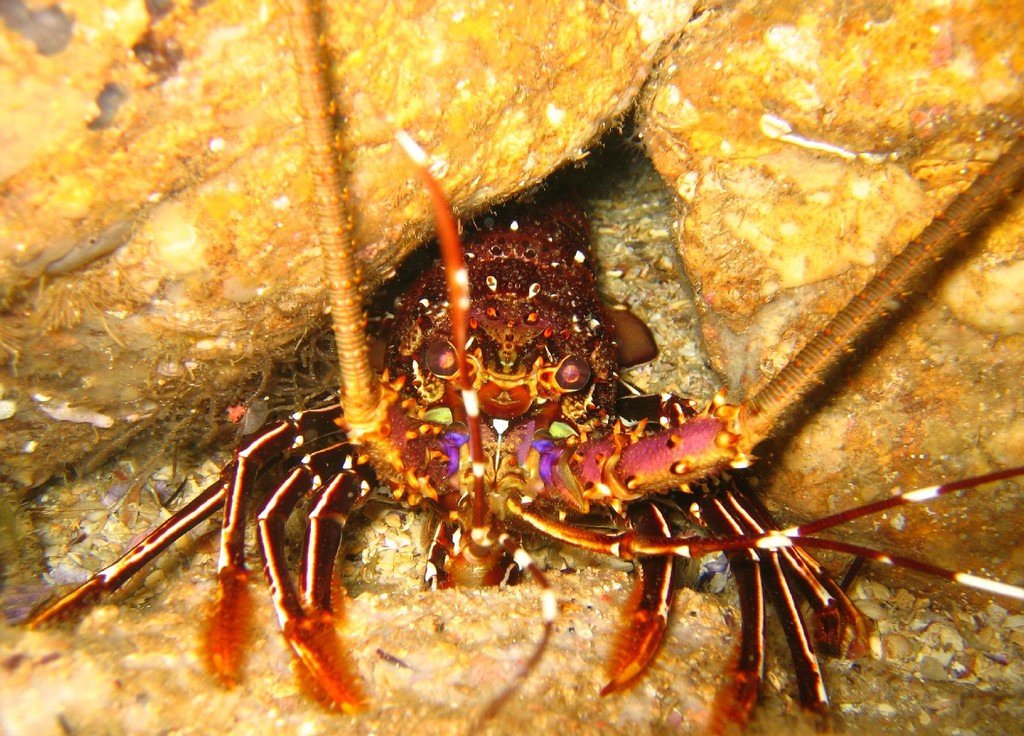
Panulirus penicillatus
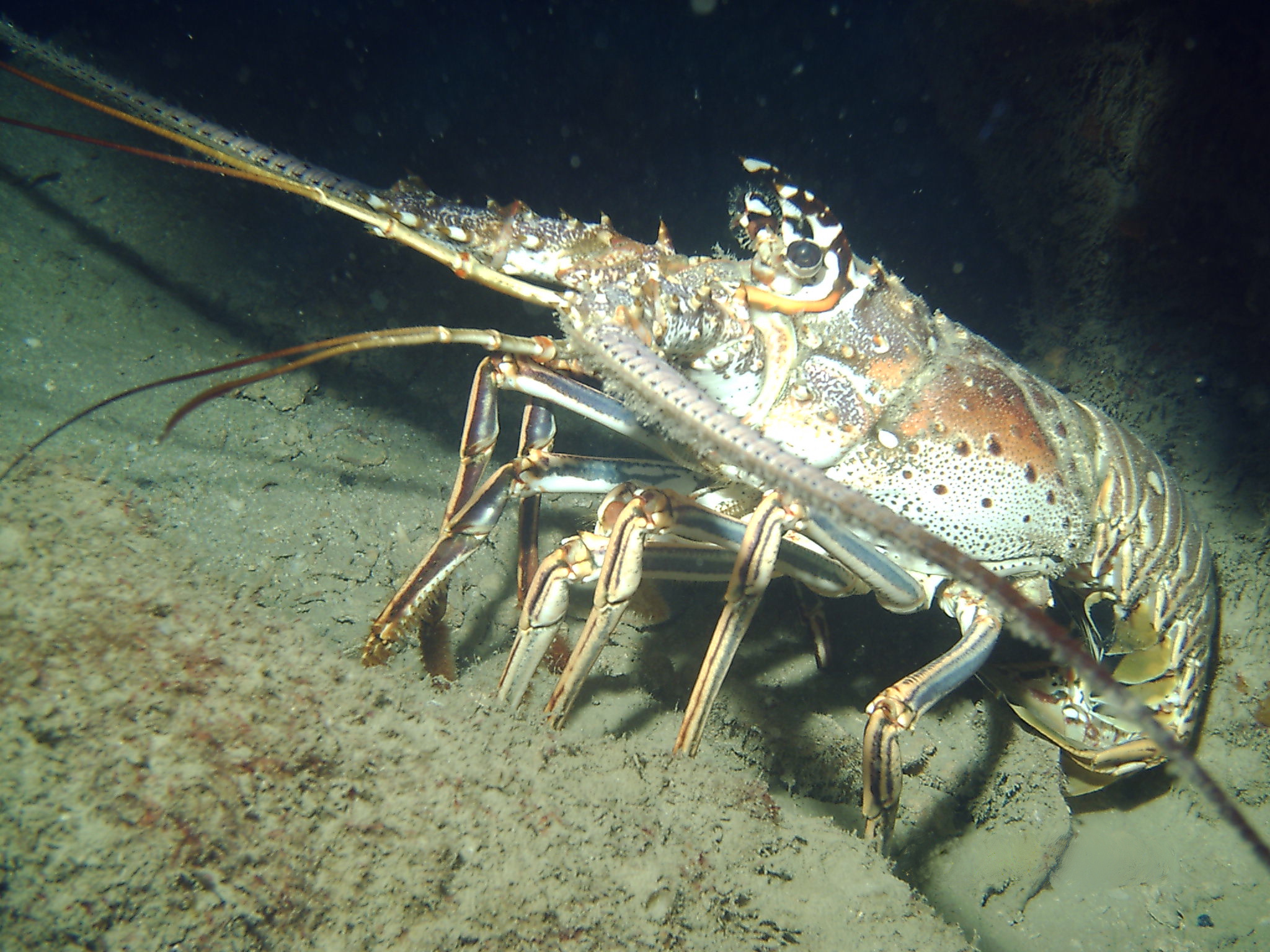
Panulirus argus
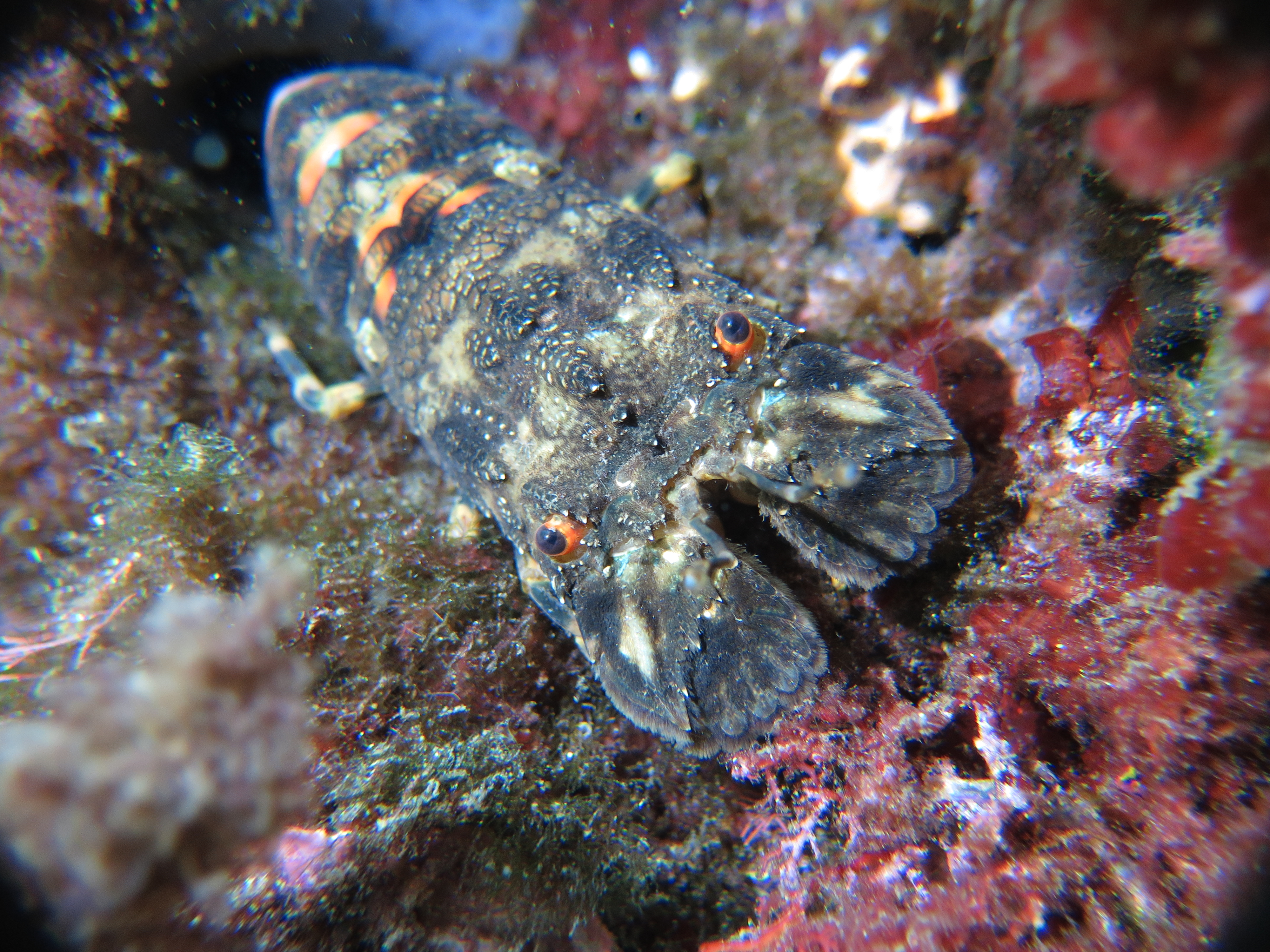
Llagosta lluïsa
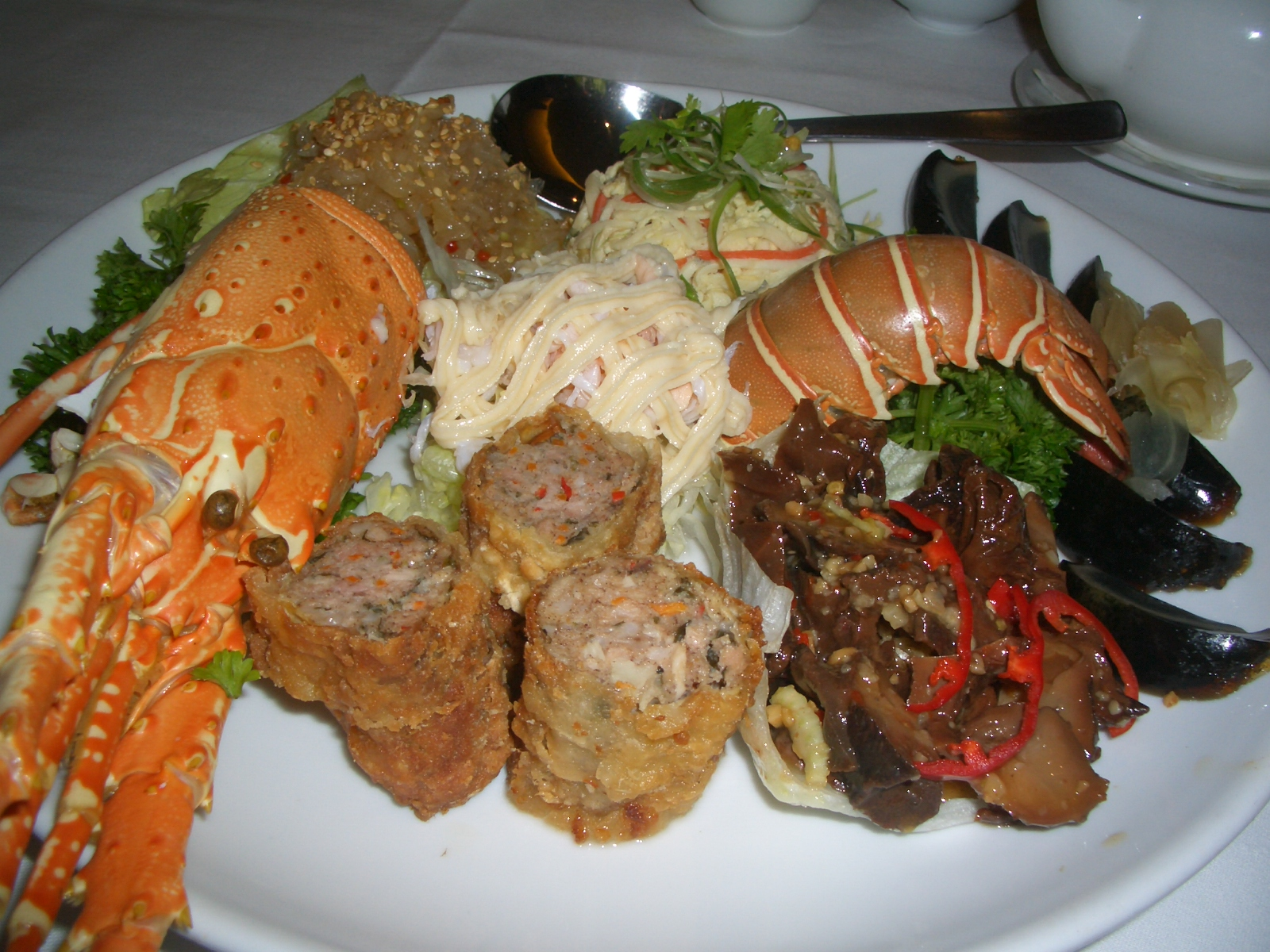
Plat de llagosta a l'estil xinès.